# Bruzsenyák Ilona
Bruzsenyák Ilona, Gresa Lajosné (Pócsmegyer, 1950. szeptember 14. –) Európa-bajnok atléta. Férje: Gresa Lajos többszörös magyar bajnok rövidtávfutó atléta.
1967-től a Debreceni EAC, 1972-től az Újpesti Dózsa atlétája volt. Távolugrásban, síkfutásban, gátfutásban és ötpróbában ért el jelentős eredményeket. A magyar csapat tagja volt az 1972. évi müncheni és az 1976. évi montréali nyári olimpiai játékokon. Pályafutása legnagyobb sikere az 1974. évi római Európa-bajnokságon távolugrásban nyert aranyérem. Ezzel Csák Ibolya (1938) és Németh Angéla (1969) után ő lett a harmadik magyar atlétanő, aki Európa-bajnoki címet szerzett. 1974-ben az év sportolónőjévé választották.  Az aktív sportolástól 1980-ban vonult vissza.
1986-ban a Testnevelési Főiskolán edzői oklevelet szerzett. Már előzőleg, 1980 és 1986 között a BKV Előre atlétaedzője volt. 1986-tól általános iskolai testnevelő tanár.

## Sporteredményei
- olimpiai 8. helyezett:
  - 1972, München: ötpróba – 4419 pont
- olimpiai résztvevő:
  - 1972, München:
    - távolugrás – 639 cm (10. helyezés)

  - 1976, Montréal: 
    - távolugrás – 602 cm (helyezetlen)
    - ötpróba – 4193 pont (16. helyezés)
- Európa-bajnok: 
  - 1974, Róma: távolugrás – 665 cm
- kétszeres Európa-bajnoki 5. helyezett:
  - 1971, Helsinki: 4×100 m váltófutás – 44,8 (Markó Margit, Balogh Györgyi, Kovács Katalin)
  - 1973, Rotterdam: 60 gátfutás (fedett pályás) – 8,32
- kétszeres Európa-bajnoki 6. helyezett:
  - 1974, Róma:  ötpróba – 4399 pont
  - 1974, Göteborg: 60 m gátfutás (fedett pályás) – 8,4
- huszonegyszeres magyar bajnok:
  - ötpróba: 1971, 1972, 1973, 1974, 1975
  - 100 m gátfutás: 1972, 1973, 1974, 1976
  - 4×100 m síkfutás: 1973, 1980
  - 4×400 m síkfutás: 1974
  - távolugrás: 1974, 1975 (fedett pályás)
  - 60 m síkfutás (fedett pályás): 1974
  - 60 m gátfutás (fedett pályás): 1974, 1975, 1976
  - csapatbajnok: 1972, 1973, 1974
- tizenháromszoros magyar csúcstartó